# Herman Van Duyzen
Herman Van Duyzen (ur. w 1902) – belgijski zapaśnik walczący w stylu wolnym. Olimpijczyk z Paryża 1924, gdzie zajął dziewiąte miejsce w wadze lekkiej.

## Turniej wParyżu 1924
| Konkurencja      | Walki                  | Klas. końcowa |
| Konkurencja      | Przeciwnik I           | Miejsce       |
| ---------------- | ---------------------- | ------------- |
| 66 kg styl wolny | Émile Pouvroux (FRA) P | 9.            |